# Estats de Bretanya

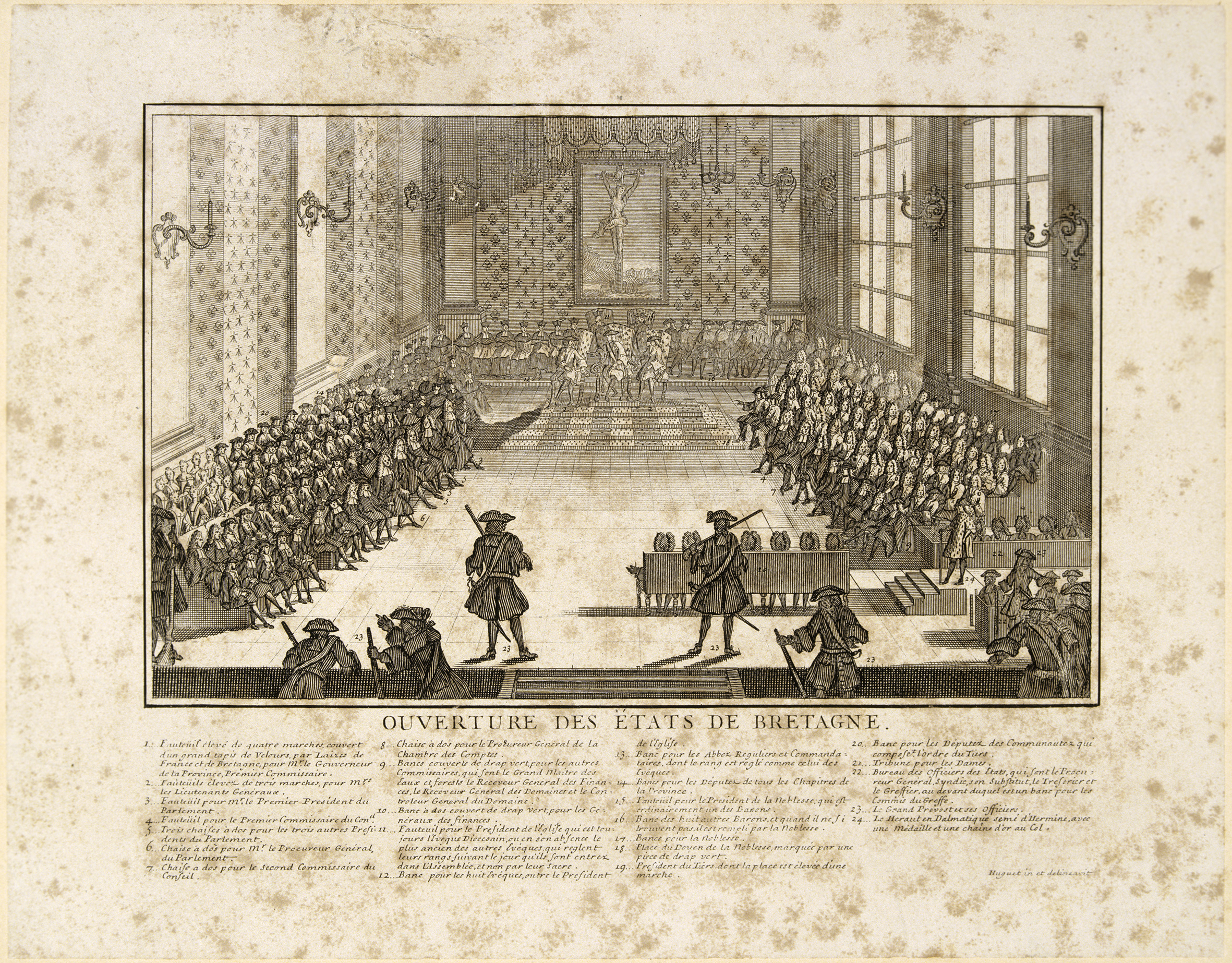
Il·lustració de l'obertura dels Estats de Bretanya.

Els Estats de Bretanya eren una assemblea provincial de la Bretanya. Aplegava els membres de l'alt clergat, un gran nombre de nobles i delegats de 42 viles de Bretanya. El 1788 es comptava un miler de nobles per menys de cent representants dels altres dos estaments. La marquesa de Sévigné va participar en les reunions celebrades a Rennes i a Vitré entre 1670 i 1690.
Els seus interessos eren substancialment els mateixos, el parlament de Bretanya i, per descomptat, els Estats es van associar naturalment a la restricció del poder reial a la província i en la limitació de l'acció dels seus representants, l'intendent i el comandant en cap.

## Organització i funcionament
Els estats es reunien exclusivament sota la convocatòria del rei i a la vila que ell decidia. No es convocaven mai abans de les collites, a fi que les regalies i altres pagaments no es veiessin afectats per l'absència dels posseïdors dels feus.
Els Estats es reunien un cop a l'any, i a partir de 1632 cada dos. La presidència de la reunió requeia en el bisbe, generalment de la diòcesi on tenia lloc la reunió. Les sessions es van celebrar a les principals ciutats, però principalment a l'Alta Bretanya després de 1732, principalment a Rennes. Entre 1567 i 1788, la reunió va tenir lloc només quatre vegades en la Baixa Bretanya.
Durant les sessions importants, es van constituir algunes comissions sobre la base de sis membres de cada ordre. Durant el temps de les seves reunions, els participants s'animaven amb detalls sobre els diversos temes habituals, principalment fiscals. En els intervals, diversos agents i òrgansa asseguraven l'execució de les decisions preses:
- El Tresorer
- el Procurador General Síndic (PGS) representava els Estats a tots els nivells especialment en matèries de procés (elegit sobre la base d'una llista presentada pels comissaris del Rei)
- el greffier, responsable dels arxius
- l'herald encarregat de les convocatòries, un mariscal encarregat de la logística
- els uixers
- els "députés en cour" presentaven el memorial de greuges
- els diputats assistien a la redempció dels comptes davant la Cambra dels comptes de Nantes.

S'encarregava a les comissions temporals:
- Redacció dels quaderns de queixes
- La signatura dels impostos sobre els arrendaments
- Respecte dels privilegis de la província.

Aleshores, els Estats van aconseguir imposar les comissions intermediàries com a delegacions duradores i eficaços:
- Comitès assignats a diverses missions ...
- 1715 - Institució d'"oficines diocesanes (una per cada diòcesi) encarregades del repartiment d'impostos i de l'examen de les reclamacions; abolida en 1718 després de la conspiració de Pontcallec.
- La comissió intermediària ideada pel bisbe de Rennes, Louis-Guy de Guérapin de Vauréal, creada per les sentències del Consell de 8 de gener de 1735 i 30 de gener de 1737. A poc a poc es va fer càrrec de la recollida de tots els impostos directes fins a la Revolució, amb els comissionats en el mateix nombre per als tres ordes. Cal tenir en compte que l'intermediari no tenia un representant oficial del govern.

Per a les seves pròpies despeses, els Estats van ser finançats per la taxa sobre el vi, que eren adjudicats per dos anys a cada sessió.

## La qüestió de la participació i representació
Les sessions dels Estats de Bretanya van ser l'essència de la societat de l'Antic Règim, per no dir la seva caricatura. Tot estava marcat per les ancestrals qüestions dels privilegis i presències forjades sobre les regles del sistema feudal. Els principals personatges de la província acumulaven sovint els títols, tenien reservat el seu lloc, els conflictes de prelació covaven o esclataven allà com en qualsevol lloc públic.
Els nobles no sempre desitjaven reunir-se: durant molt de temps han estat un nombre petit, molt menys de cent (115 en 1576), fins al punt que els Estats durant almenys en 1564 i 1572 escriviren al rei apel·lant a tenir mà dura contra morosos. Amb les guerres de la Lliga (els períodes de sessions de 1591 i 1594) es va establir la tradició i després el principi del dret d'entrada de qualsevol noble, facultat que no patien veritables restriccions llevat les temporals sobre el paper. La convocatòria dels assistents es practica a partir de 1620.
Entre aquests, en el segle xviii, l'intendent era el principal representant del rei i el més actiu, abans que el comandant en cap o el tinent general. Era un informador principal i les seves aptituds el van fer "home clau de sessions", des de l'obertura fins a l'aplicació de les decisions adoptades. Però el seu poder real a la província va disminuir enfront dels Estats, que tenen els mitjans financers per a l'assoliment de les iniciatives que tenia competència, com en matèria d'obres públiques. Més en general, com "braç del rei" a la província i també era legalment responsable d'una sèrie de qüestions en les quals el Tercer Estat era principalment interessat, i no podia atreure sobre la seva persona i els seus serveis la una sorda hostilitat dels ordes privilegiats.
El Tercer Estat de la província era insuficientment representat quantitativament, sense cap representant del món rural, i només una feble autoritat per a fer sentir la seva veu. L'escassa representació era un mal menor, perquè la votació es feia per orde i no pel cap (com en el cas dels Estats de Llenguadoc). Per contra, el vot per orde marcava la impossibilitat del tercer estat de poder per influir en les decisions dels dos ordes privilegiats i solidaris, la reivindicació de compensació per la duplicació de la seva veu es va perllongar fins a la Revolució francesa.
En aquest context, que va ser més favorable que en altres llocs, en particular els nobles i particularment els nobles amb menys fortuna tenien l'avantatge d'apel·lar als seus "protectors", per mantenir la seva relació quant a garantir la integritat dels privilegis que els va donar una bona part de la seva identitat.
Amb 300 o 400 nobles a principis del segle xviii, la bona conducta dels tinents s'ajustava a restringir la participació de la noblesa o aristocràcia presumpta: la verificació dels títols de noblesa i la regulació del dret d'entrada (Declaració reial de 26 de juny de 1736, després la de 1768) va tenir un efecte limitat, ja que el nombre s'havia duplicat amb escreix el 1789. El període de sessions se celebrava cada vegada més a Rennes, i era fàcil per a la noblesa de l'Alta Bretanya, en particular, a prendre com un hàbit la participació.

## Els diputats de les ciutats
Cada ciutat havia d'enviar un membre a excepció de Rennes, Nantes, Vannes, Saint-Malo i Morlaix que podien enviar-ne un segon. En general, l'escollit era l'administrador o advocat de l'alcalde. Segons Dom Morice, les següents ciutats tenien diputats el 1352: Châtelaudren - Dinan - Guingamp - Jugon - Lamballe - Moncontour - Morlaix - Nantes - Quimper - Rennes - La Roche-Derrien.
Les viles invitades a enviar els diputats variaren sense seguir una lògica, fins al 1614, quan es va establir una llista: Ancenis - Antrain - Auray - Bazouges-la-Pérouse - Brest - Carhaix - Châteaubriant - Clisson - Concarneau - Dinan - Dol-de-Bretagne - Douarnenez - Fougères - Guérande - Guingamp - Hennebont - Josselin - La Guerche-de-Bretagne - Lamballe - Landerneau - Lannion - Le Croisic - Lesneven - Machecoul - Malestroit - Moncontour - Montfort-sur-Meu - Morlaix - Nantes - Ploërmel - Pontivy - Quimper - Quimperlé - Quintin - Redon - Rennes - Saint-Gildas-de-Rhuys - Saint-Brieuc - Saint-Malo - Saint-Pol-de-Léon - Saint-Renan - Tréguier - Gwened - Vitré.
Entre elles, Antrain, Bazouges, Douarnenez, i Saint-Renan de fet no n'enviaren cap diputat i Clisson només a partir de 1626 i Machecoul des de 1651. Per contra, Hédé pogué enviar un diputat a partir de 1645 i La Roche-Bernard a partir de 1667. Per la seva banda, Port-Louis va conèixer situacions variables. Només va poder participar en els Estats que es van constituir en ciutats o municipis i més específicament les que rebien els fons de donacions, per a finançar la diputació.